# Hôtel de Soissons

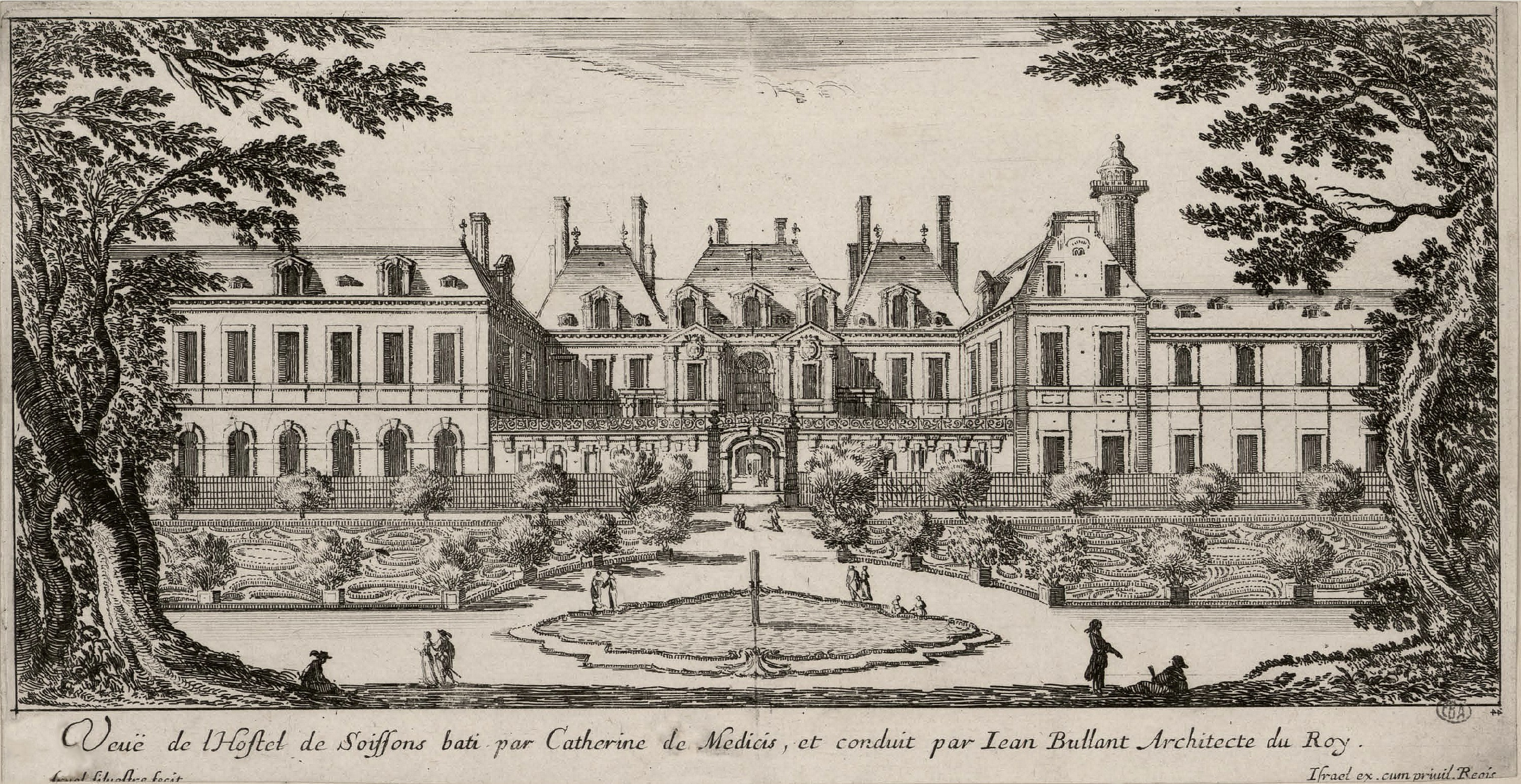
Hôtel de Soissons.

Hôtel de Soissons var ett slott i Paris i Frankrike.  Det uppfördes mellan 1574 och 1584 vid Rue de Viarmes 2 i centrala Paris och revs 1748. Det är främst känt för att ha varit privatbostad, hôtel particulier, åt drottning Katarina av Medici mellan 1574 och 1589, och kallades ofta Hôtel de la Reine efter henne. 

## Historik
Det första huset som är känt på tomten ägdes av adelsmannen Jean II de Nesle, som 1232 sålde det till kung Ludvig IX, och kungens mor Blanche av Kastilien bodde sedan där som änka från 1232 till 1252. Det dåvarande huset beboddes sedan ofta av bröder till de franska kungarna. Mellan 1498 och 1572 fungerade det som kloster för flickor, Augustines de l'ordre de la Pénitence de la Madeleine. 
År 1572 övergav drottning Katarina av Medici byggandet av sin tilltänkta bostad Tuilerierna. Hon köpte tomten och rev klostret för att uppföra en ny bostad, det senare Hôtel de Soissons, som komplement till hennes tillfälliga bostad Hôtel d'Albret, som låg i närheten och inte räckte till. Hôtel de Soissons uppfördes mellan 1574 och 1584 och inhyste Katarina, hennes hov och tidvis även kungaparet. 
Efter drottning Katarinas död 1589 var palatset bostad för kung Henrik IV:s syster Katarina av Bourbon 1601–1604. Därefter ägdes det av en lång rad förmögna adliga personer. Det fick sitt slutgiltiga namn efter greve Charles de Soissons, som bodde där 1604–1612 och lät utvidga byggnaden. Prins Victor Amadeus I av Carignano, som blev dess ägare 1718, tvingades 1740 att sälja det på grund av skulder, och det revs av hans borgenärer några år senare. 